# غوستافو أفيلا
غوستافو أفيلا (بالإسبانية: Gustavo Ávila) هو فارس كولومبي، ولد في 14 يونيو 1938 في كاراكاس في فنزويلا.